# ماکایبا
ماکایبا (به پرتغالی: Macaíba) یک منطقهٔ مسکونی در برزیل است که در ریو گرانده شمالی واقع شده‌است. ماکایبا ۸۱٬۸۲۱ نفر جمعیت دارد.